# Verdun
Verdun [vɛʁˈdœ̃] (deutsch mittelalterlich Wirten/Virten, zeitweise auch deutsch Verden (Maas) und Verden an der Maas) ist eine Stadt an der Maas (französisch Meuse) im Nordosten Frankreichs mit 16.610 Einwohnern (1. Januar 2022). Die alte Bischofs- und Festungsstadt und ihr Umfeld waren 1916 Schauplatz der Schlacht um Verdun, die zu den blutigsten Materialschlachten des Ersten Weltkrieges zählt.

## Geografie und administrative Zugehörigkeit

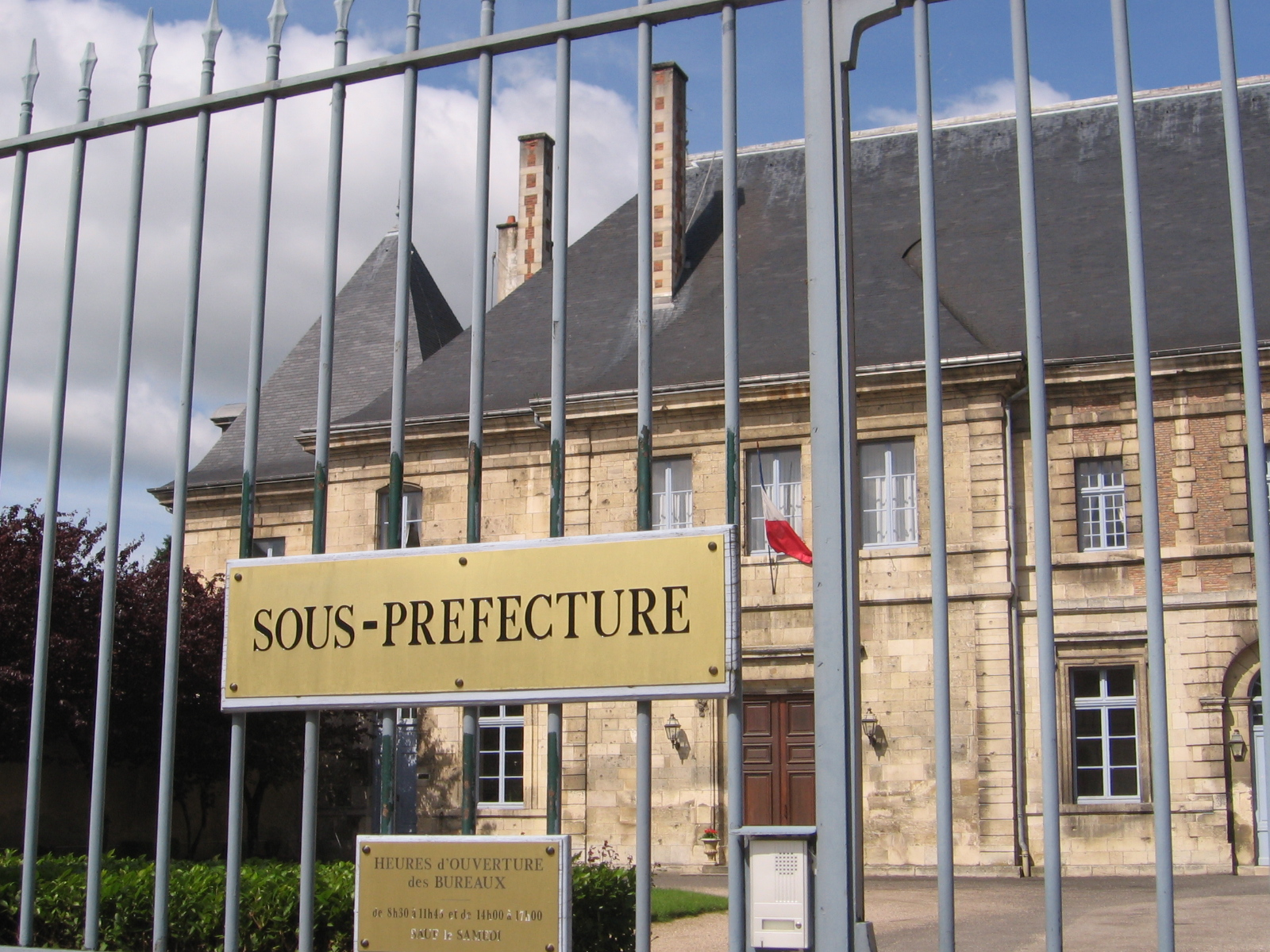
Sitz der Sous-préfecture

Paris ist 260 Kilometer von Verdun entfernt, Metz 80 Kilometer, Nancy 90 Kilometer. Die Stadt wird auch vom Schifffahrtskanal Canal de la Meuse (früher: Canal de l’Est, branche Nord, deutsch: Maas-Kanal) erschlossen, der durch die kanalisierte Maas gebildet wird.
Verdun ist Sitz einer Sous-Préfecture im Département Meuse (55) und gehört zur Region Grand Est (bis 2015 Lothringen).

## Geschichte

### Mittelalter und frühe Neuzeit
Verdun, lateinisch Virodunum, ist seit dem 4. Jahrhundert Bischofssitz. Im Jahr 843 wurde durch den Vertrag von Verdun die Teilung des Frankenreichs beschlossen, was in der Geschichtswissenschaft lange als die Geburtsstunde der deutschen und französischen Geschichte gesehen wurde. Im frühen und auch noch im hohen Mittelalter war Verdun eine blühende Fernhandelsstadt, der Reichtum seiner Kaufleute war sprichwörtlich. Es war einer der Hauptumschlagsplätze für Sklaven, die aus den Gebieten östlich der Elbe verschleppt und ins Kalifat von Córdoba exportiert wurden. Da dort die Nachfrage nach Eunuchen groß war, wurden die betroffenen Männer in Verdun kastriert. Der Historiker Charles Verlinden nennt Verdun eine „regelrechte ‚Fabrik‘ für Eunuchen“.
Im frühen 11. Jahrhundert erlebte die Stadt einen außerordentlichen wirtschaftlichen Aufschwung. In dieser Zeit wurde Nikolaus von Verdun geboren, einer der berühmtesten Goldschmiede des Mittelalters. Spätestens im 13. Jahrhundert setzte ihr Niedergang ein. Die Klöster und Stifte, einst Motor der Urbanisierung, waren nunmehr zu Kräften des Beharrens geworden.
Verdun gehörte zu Lothringen und mit diesem seit 925 zum Ostfrankenreich, aus dem das Heilige Römische Reich hervorging. Als Freie Reichsstadt fiel es aber 1552 durch den Vertrag von Chambord mit den Trois-Évêchés als Protektorat und 1648, durch den Westfälischen Frieden, endgültig an Frankreich. Im Vertrag von Chambord steht, dass die Bewohner von Verdun „nicht deutscher Sprache“ waren, und die Stadt wurde von den in Opposition zum Römisch-deutschen Kaiser stehenden protestantischen Fürsten dem französischen König überlassen, um dessen Unterstützung im Kampf gegen den Kaiser zu erhalten.

### Ausbau zur Festung

Karte der Stadt und Festung Verdun (um 1770)

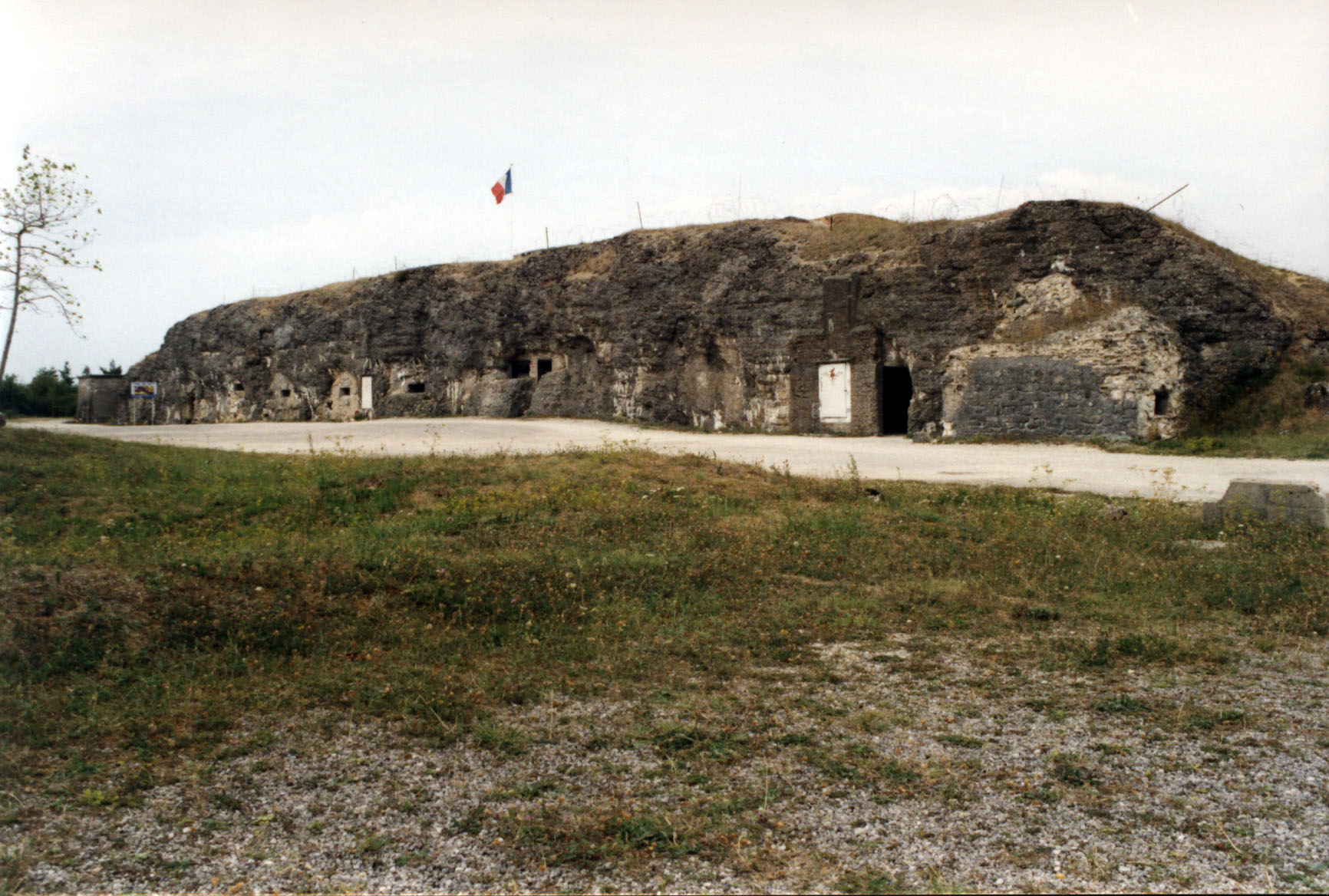
Fort Vaux bei Verdun

1552 beauftragte Generalmajor François de Scépeaux, comte de Durtal den Sieur de Saint-Rémy mit der Befestigung von Verdun. Der Ausbau ging im 17. Jahrhundert weiter. Nach einer kurzen Belagerung wurden Stadt und Festung 1792 an die Alliierten übergeben, aber kurze Zeit später zurückerobert. Nach dem Deutsch-Französischen Krieg wurde auf französischer Seite entlang der neuen Grenze durch Séré de Rivières die Barrière de fer bedeutend ausgebaut. Festungsanlagen auf den Anhöhen um Verdun modernisierte und erweiterte man nochmals um die Jahrhundertwende. Als sich das europäische Wettrüsten im Vorfeld des Ersten Weltkrieges weiter zuspitzte, wurden die Anlagen abermals modernisiert, teilweise gänzlich umgebaut und auch neue Verteidigungslinien mit Ouvrages angelegt. In der letzten Ausbaustufe war Verdun dann von 39 mehr oder weniger großen Forts und Ouvrages umgeben, verbunden durch ein dichtes Netz von Infanteriebunkern, Artilleriestellungen und Maschinengewehr-Posten (u. a. vom Typ „Casematte Pamard“). Der Angriff der Deutschen im Ersten Weltkrieg auf die Stadt und umliegende Höhen wurde zu einer der blutigsten Schlachten des Krieges.

### Erster Weltkrieg

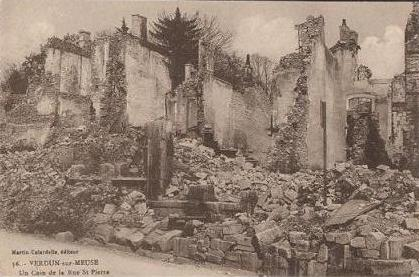
Straße in Verdun 1916

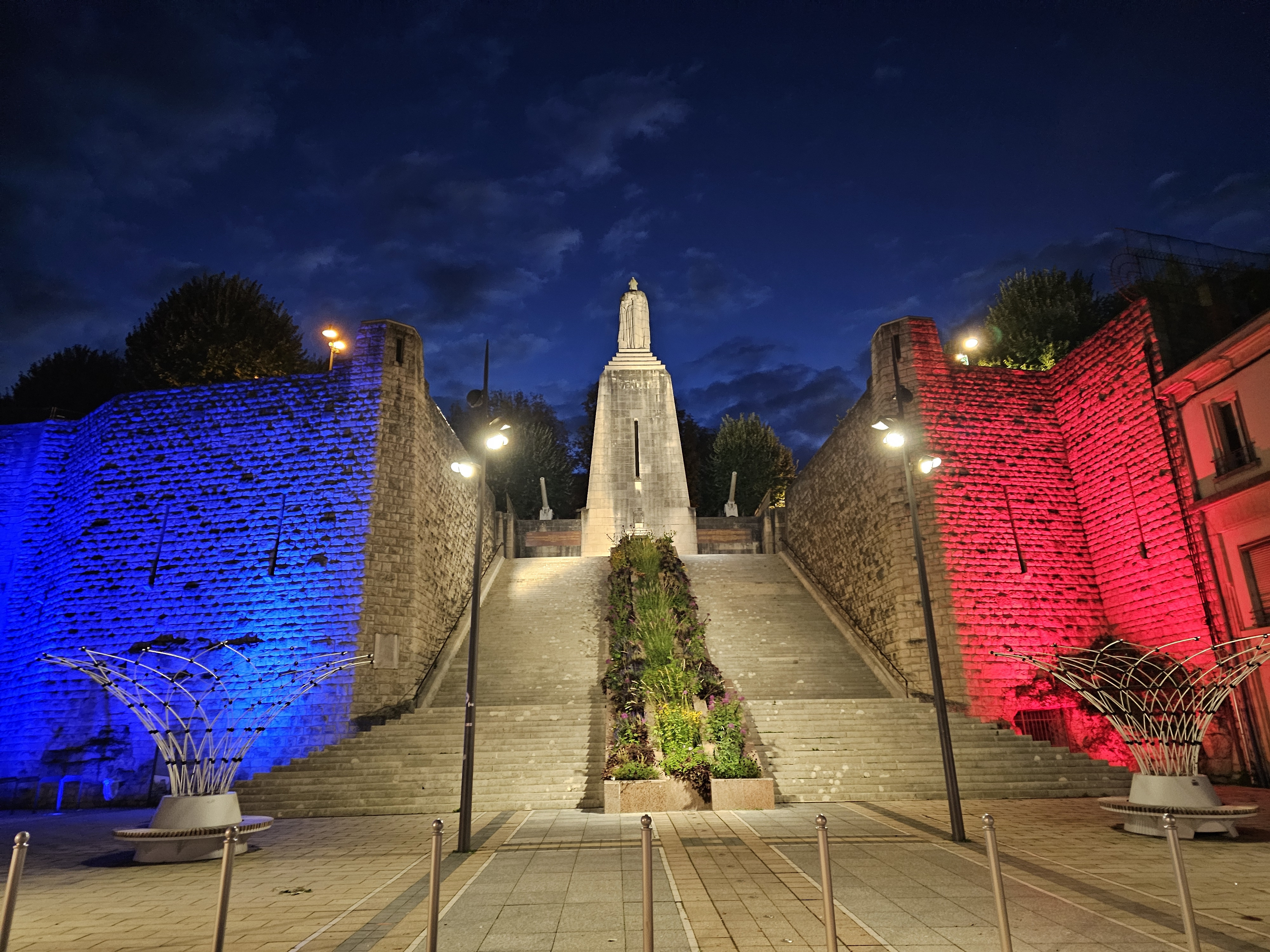
Sieges- und Gefallendenkmal, nachts in den französischen Nationalfarben beleuchtet

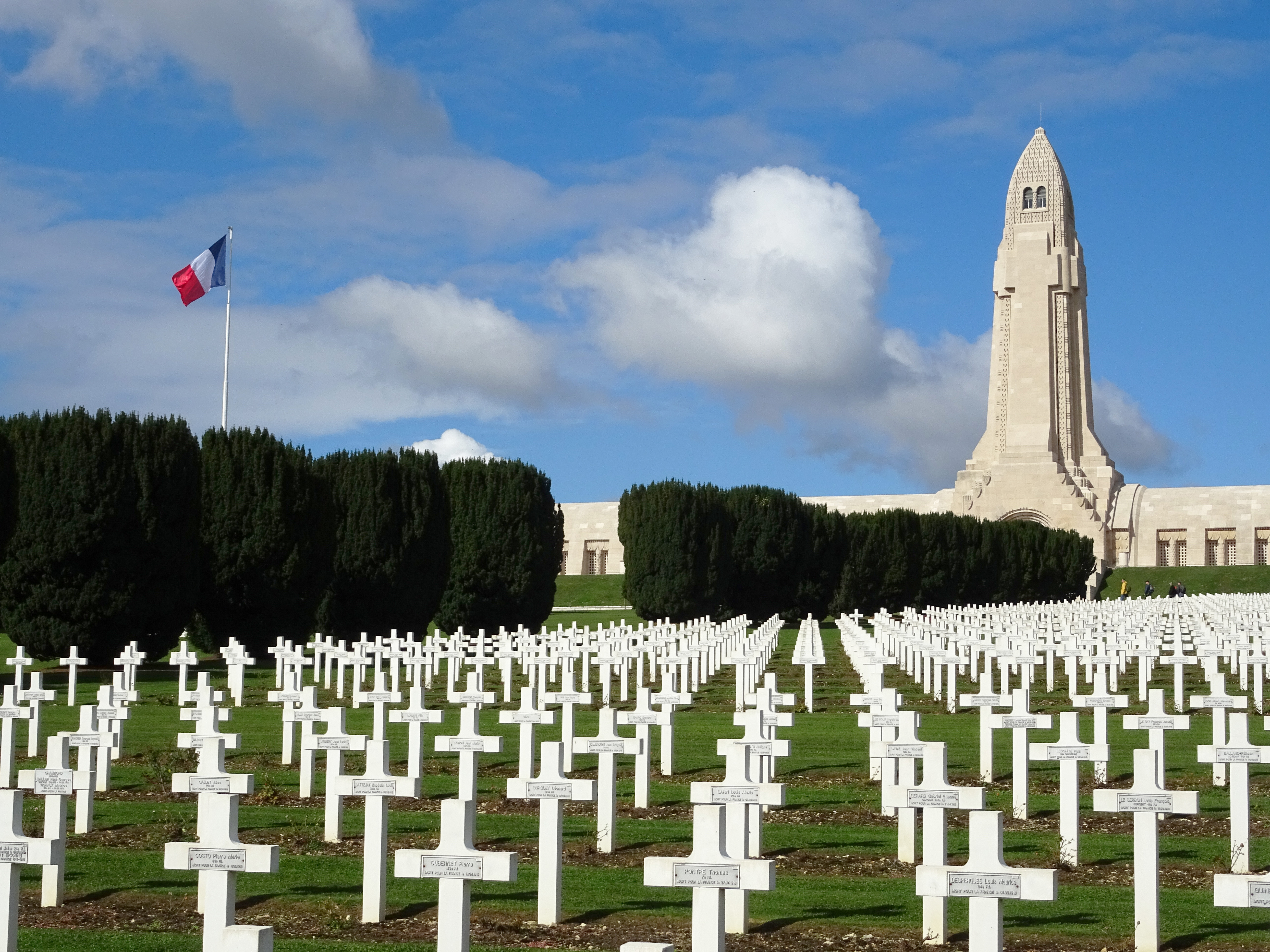
Beinhaus von Douaumont/ Ossuaire de Douaumont

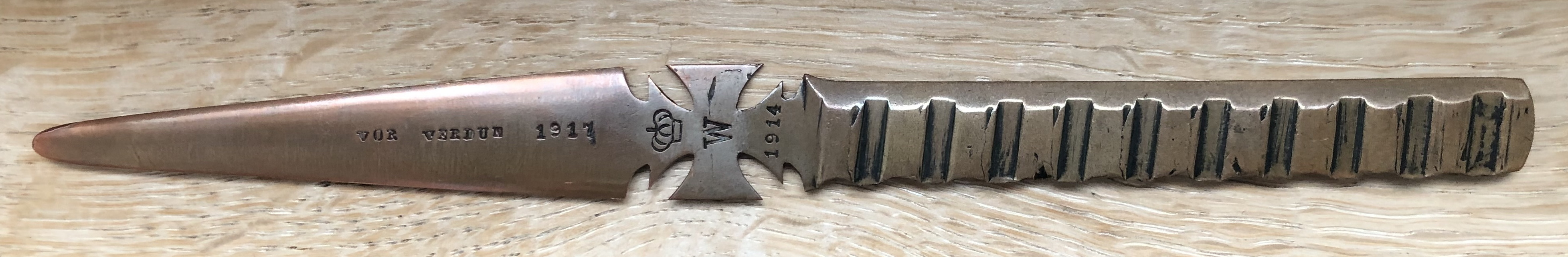
Brieföffner VOR VERDUN 1917 (W 1914), Bronze, Soldatenandenken ...

Die Schlacht um Verdun dauerte vom Februar bis zum Dezember 1916. Angesichts der sich abzeichnenden quantitativen Unterlegenheit plante die deutsche Oberste Heeresleitung, mit dem Angriff auf die Festung Verdun die Westfront wieder in Bewegung zu bringen. Zudem stellte Verdun eine Einbuchtung im deutschen Frontbogen dar. Die Festung Verdun war jedoch schwerer einzunehmen als gedacht. Der deutsche Vorstoß kam auf dem rechten Maasufer im Trichterfeld zwischen der zerstörten Ortschaft Fleury-devant-Douaumont, dem Fort de Souville und der Souvillenase zum Stehen. Im erbitterten Kampf erlitten beide Seiten massive Verluste. Die Stadt Verdun erlitt schwere Zerstörungen, einige Dörfer im Umland wurden ebenfalls zerstört. Von Bar-le-Duc kam der französische Nachschub über die bald als „la Voie Sacrée“ bekannte Straße. Sie blieb in französischer Hand; auch die deutsche Offensive auf dem linken Maasufer brachte keinen Erfolg. Angesichts des Fehlschlags bemühte sich der deutsche Generalstabschef Erich von Falkenhayn um eine spätere Umdeutung des Angriffsziels. Es sei von Anfang an das primäre Ziel gewesen, Frankreich „auszubluten“. Damit sollte dem negativen deutschen Mythos der „Blutmühle von Verdun“ nachträglich ein vorgeblicher Sinn gegeben werden. 170.000 französische und 150.000 deutsche Soldaten starben während der Schlacht. Sie wurde zu einem Sinnbild der Schrecken des modernen Krieges. Das Beinhaus von Douaumont ist das bekannteste Soldatengrab im Umfeld von Verdun. 1984 gedachten hier der französische Präsident Mitterrand und der deutsche Kanzler Kohl mit dem Handschlag von Verdun der Gefallenen. Durch eine Platte im Boden wird das Ereignis gewürdigt.

### Zweiter Weltkrieg
Am Abend des 15. Juni 1940 marschierten Truppen der Wehrmacht in Verdun ein (→ Westfeldzug). Am 31. August 1944, sechs Tage nach der Befreiung von Paris, gaben sie Verdun auf, als Truppen der 3. US-Armee näherrückten.

## Bevölkerungsentwicklung
| Jahr      | 1962   | 1968   | 1975   | 1982   | 1990   | 1999   | 2008   | 2019   |
| Einwohner | 21.982 | 22.013 | 23.621 | 21.516 | 20.753 | 19.624 | 19.147 | 16.942 |

## Gegenwart

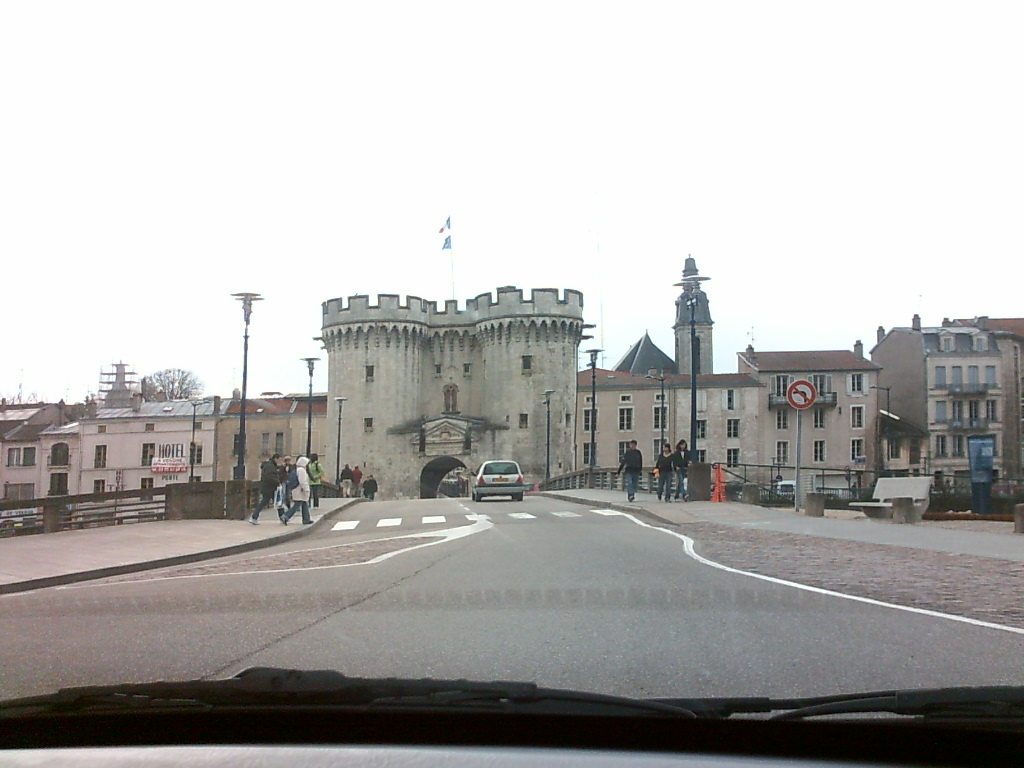
Zolltor (Porte Chaussée)
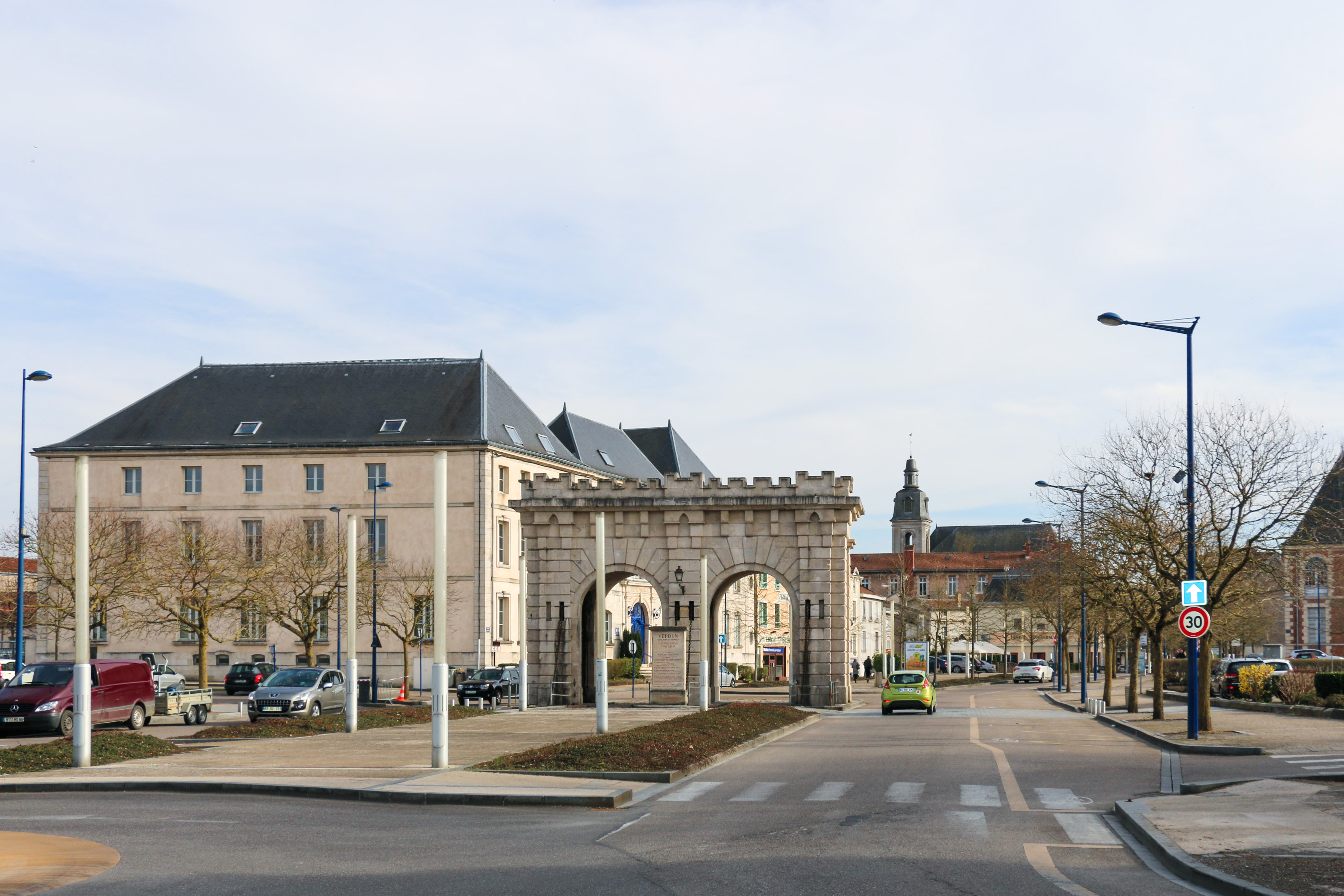
Die Porte Saint Paul
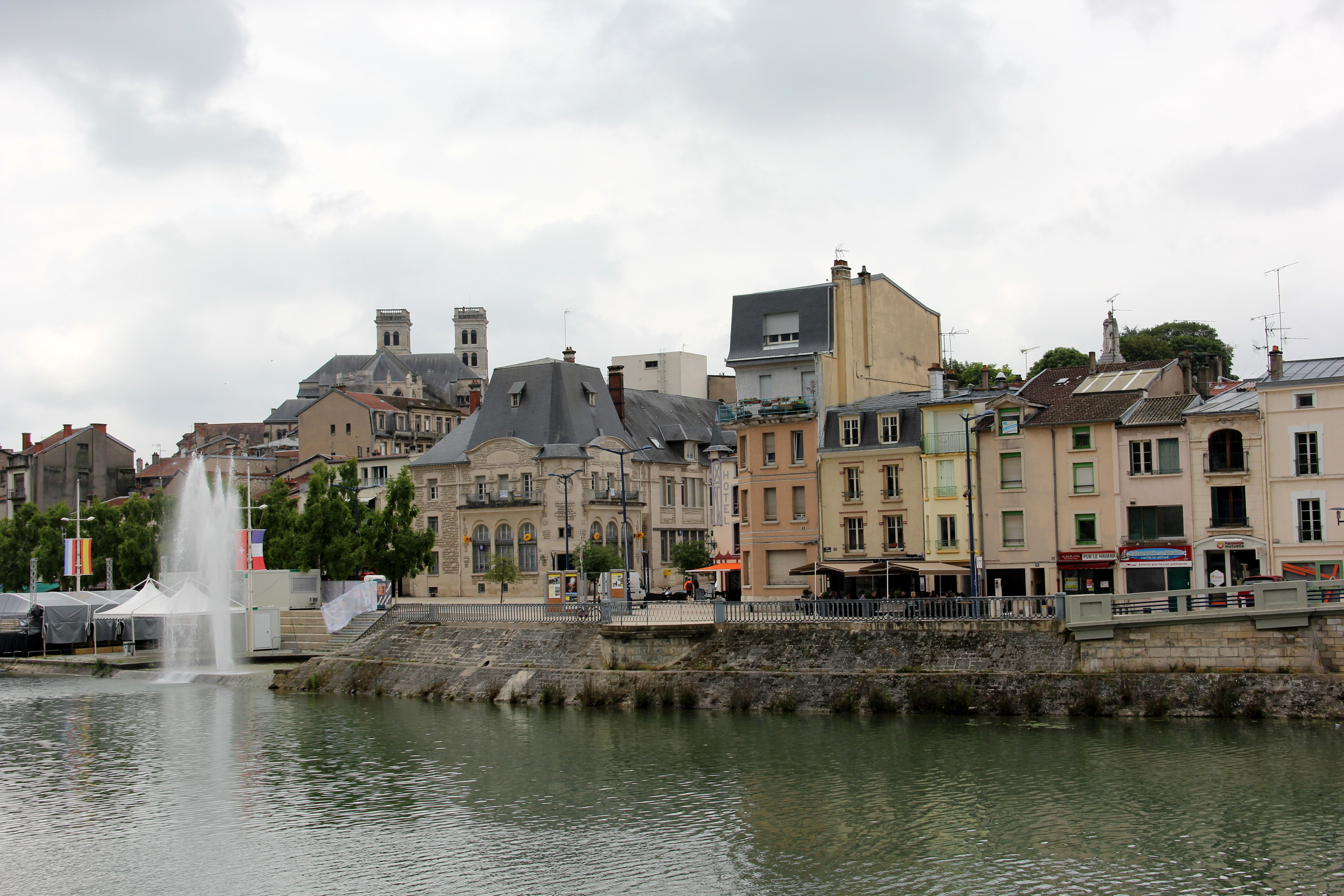
Blick auf das Stadtzentrum
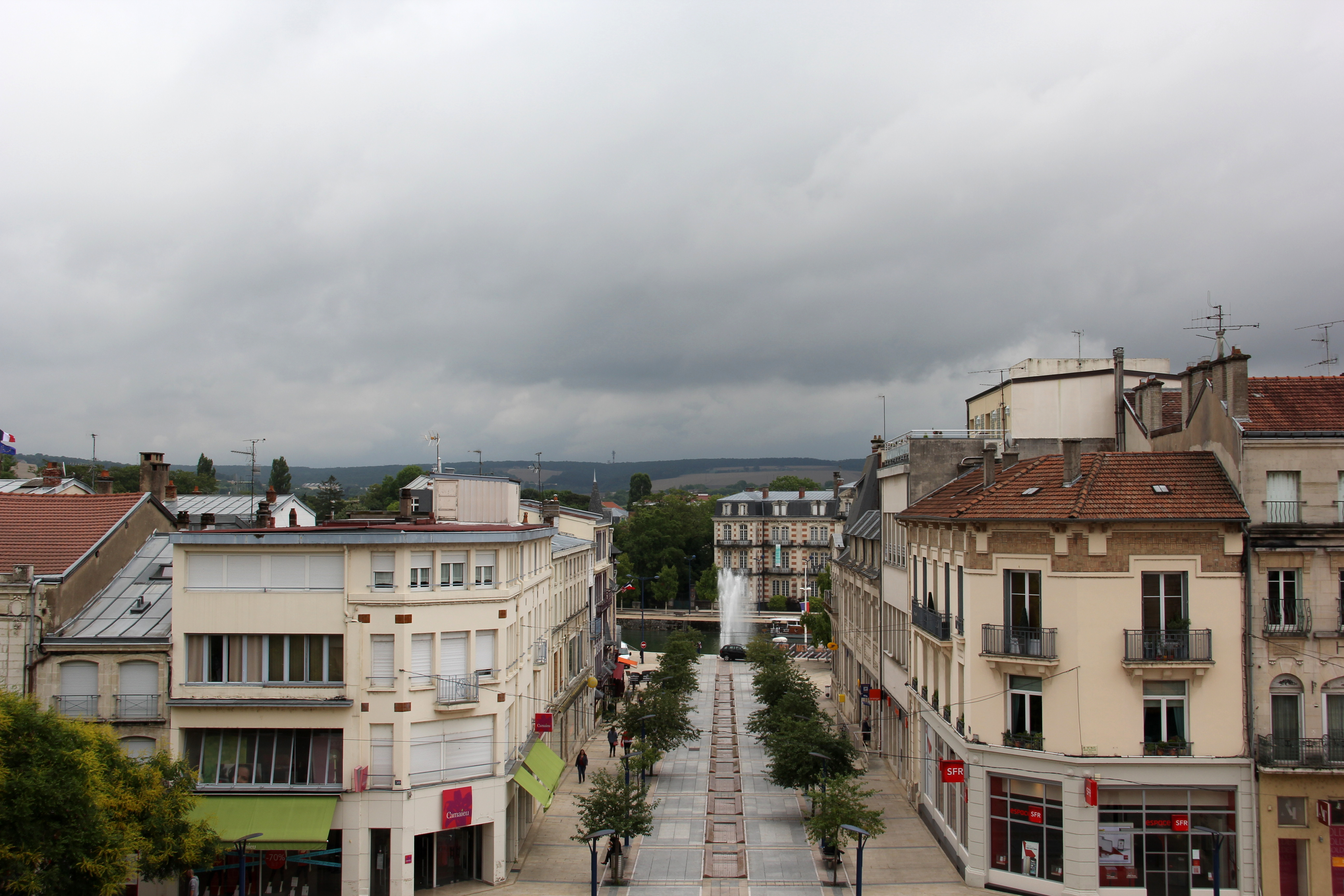
Blick über die zentrale Fußgängerzone
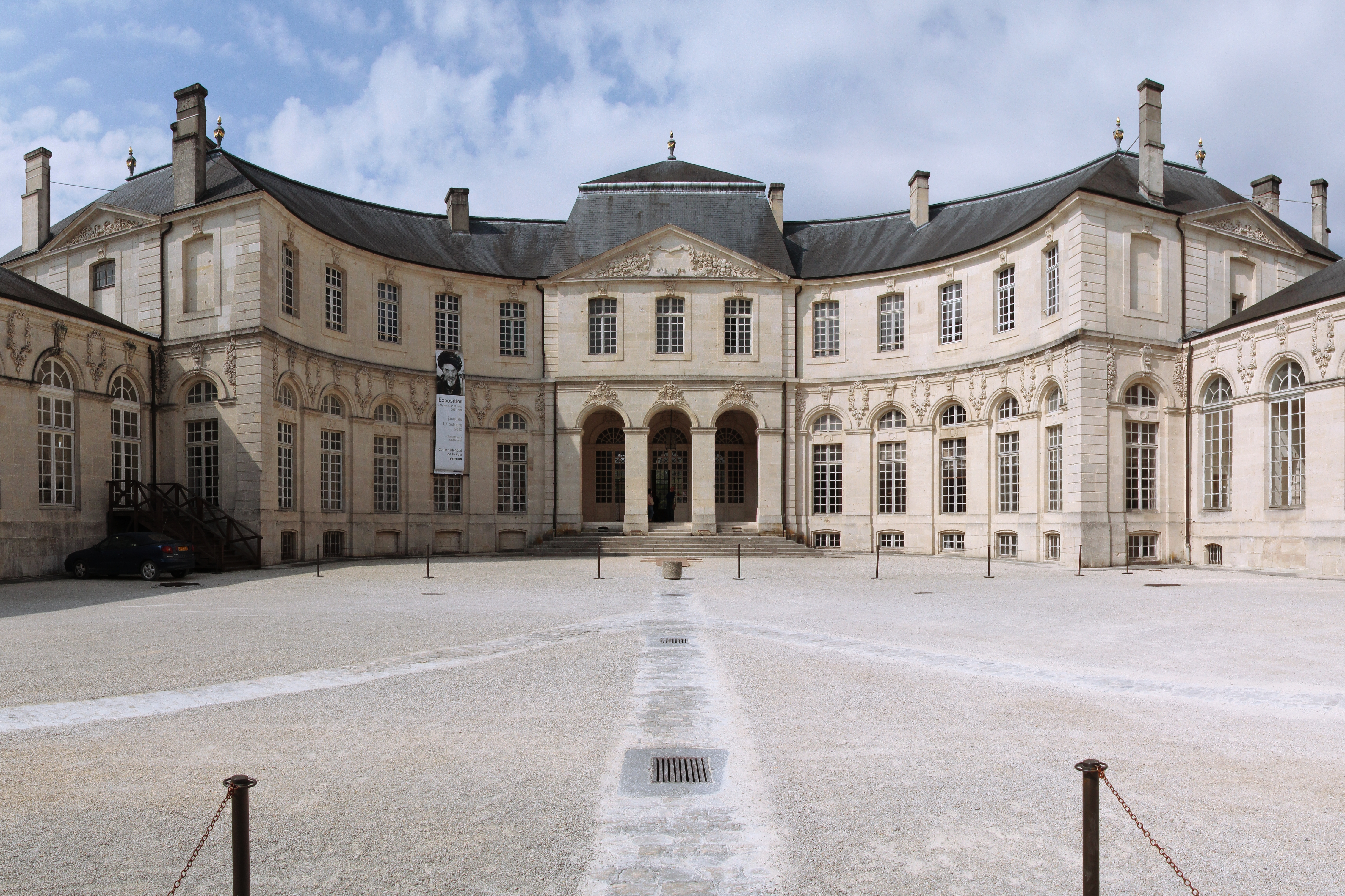
Weltfriedenszentrum im ehemaligen Bischofspalais

Das Karmelitinnenkloster Verdun besteht seit 1923.
Heute lebt die Stadt vor allem vom Dienstleistungssektor: Fremdenverkehr, Verwaltung und Bistum. Hauptsehenswürdigkeiten sind neben den Soldatenfriedhöfen und Museen der Umgebung das ehemalige Schlachtfeld (Schlacht um Verdun), das Stadtzentrum mit dem Kai an der Maas sowie die Kathedrale mit dem Weltfriedenszentrum im Bischofspalast.

## Regelmäßige Veranstaltungen
Jeden Sommer stellt das Schauspiel Des Flammes à la Lumière (Von den Flammen zum Licht) Ereignisse der Schlacht um Verdun im Ersten Weltkrieg dar. Es wird vom Verband Connaissance de la Meuse organisiert und empfängt jedes Jahr Tausende Zuschauer. Über Kopfhörer sind simultane Übersetzungen in Englisch und Deutsch verfügbar.

## Lokale Produkte
Die Dragées de Verdun enthielten bis zum 18. Jahrhundert Aniskörner. Diese wurden später durch Mandeln ersetzt. In Frankreich werden Dragées dieser Art zu Taufen und Hochzeiten verschenkt.

## Verkehr
Der Bahnhof Verdun liegt an der Kreuzung der Bahnstrecke Saint-Hilaire-au-Temple–Hagondange mit der Bahnstrecke Lérouville–Pont-Maugis.

## Persönlichkeiten
- Jean-Baptiste-Maurice Quinault (1687–1745), Schauspieler und Komponist
- Quinault-Dufresne (1693–1767), Schauspieler
- Charles Nicolas d’Anthouard de Vraincourt (1773–1852), General der Artillerie
- Anton Carl Ludwig von Tabouillot (1775 auf Schloss Regret bei Verdun – 1813), deutsch-französischer Gutsbesitzer, Bürgermeister von Essen und Politiker
- Édouard Thouvenel (1818–1866), Diplomat und Außenminister
- Louis Fargue (1827–1910), Ingenieur und Wasserbauer
- Michel Yell (1875–1951), Schriftsteller
- Élisabeth Brasseur (1896–1972), Chorleiterin
- Danielle Mitterrand (1924–2011), Ehefrau des Staatspräsidenten François Mitterrand
- Hervé Revelli (* 1946), Fußballspieler
- Christian Harbulot (* 1952), Wirtschaftsberater und Historiker
- Allen Caldwell (* 1959), US-amerikanisch-französischer Physiker
- Mark Meadows (* 1959), US-amerikanischer Politiker und Stabschef des Weißen Hauses
- Isabelle Nanty (* 1962), französische Schauspielerin, Filmregisseurin und Drehbuchautorin
- Benjamin Rondeau (* 1983), Ruderer